# Endotrichella angustifolia
Endotrichella angustifolia là một loài Rêu trong họ Pterobryaceae. Loài này được (Mitt.) Müll. Hal. miêu tả khoa học đầu tiên năm 1874.